# Gooiboog
De Gooiboog (of Oostboog) is een spoorwegboog van de Flevolijn naar de Gooilijn, die Almere een rechtstreekse verbinding met Hilversum en Utrecht geeft.
De boog is dubbelsporig. De buitenste boog is 2200 meter lang, de binnenste 1400 meter. De buitenste boog, die de Flevo- en de Gooilijn onderlangs kruist, ligt in een open tunnelbak met een lengte van bijna 1500 meter en een diepte van 7,5 meter.

## Geschiedenis

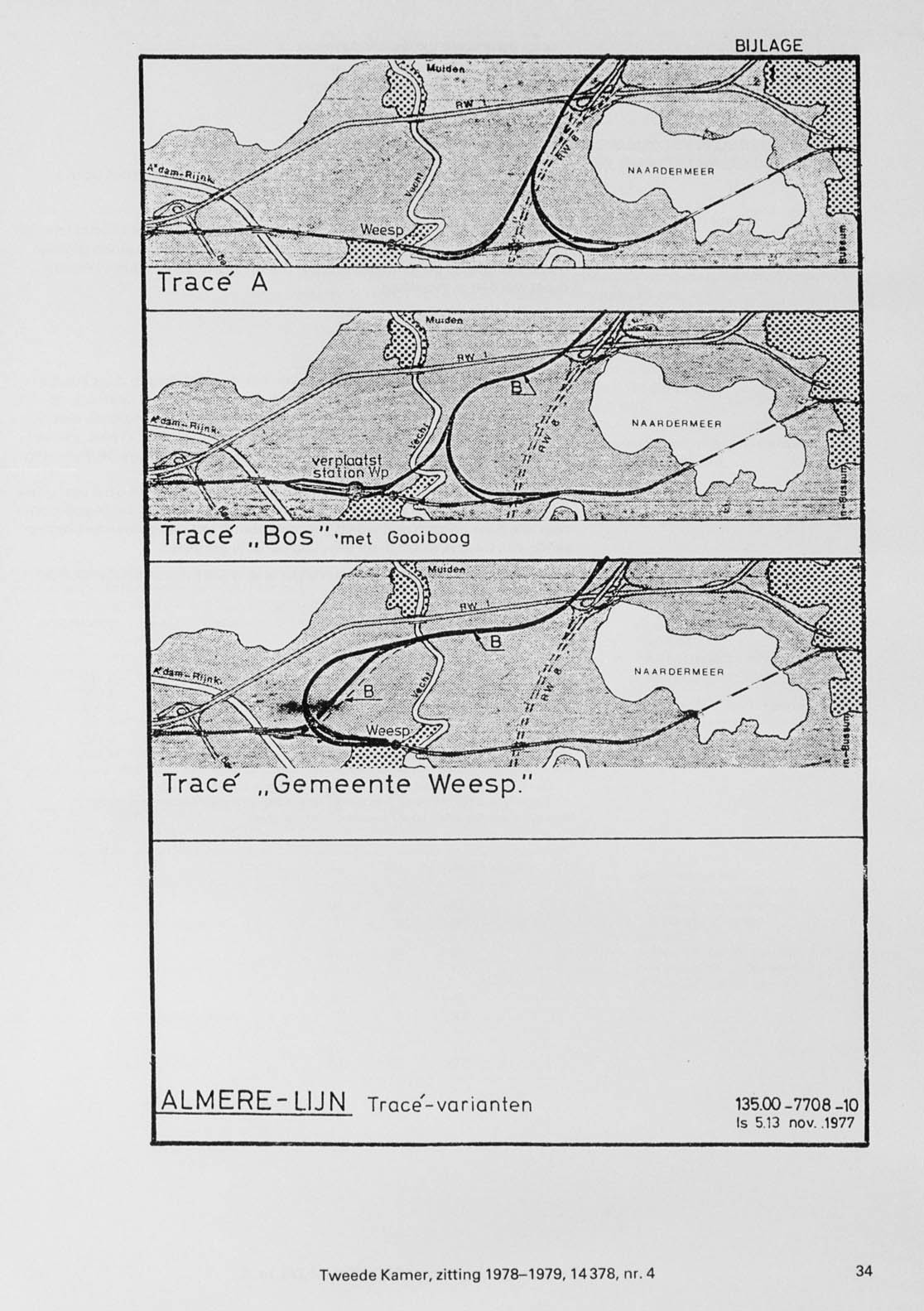
Kaart uit 1977 met varianten voor de "Almere-lijn", waarin de Gooiboog al is aangegeven

De in 1987-88 aangelegde Flevolijn gaf Flevoland alleen een aansluiting richting Amsterdam. Bij de ontwikkeling van plannen voor die spoorlijn was de Gooiboog ook al aangegeven. In 1987 werd een aansluiting richting Utrecht en Amersfoort (Oostboog) concreet wenselijk geacht.
Deze boog zou het overstappen op station Weesp voor reizigers richting Oost- en Zuid-Nederland overbodig maken. Daarom werd de Gooiboog in 1988 opgenomen in de lijst van Rail 21-projecten, een ambitieus toekomstplan van de Nederlandse Spoorwegen.
Voor de Gooiboog zou over het grondgebied van de gemeente Weesp een nieuwe dubbelsporige verbindingsboog moeten komen. Aanvankelijk was NS Railinfrabeheer daarbij van plan een fly-over aan te leggen. De gemeente Weesp was daar op tegen vanwege het verstoren van het landschap. De gemeente Weesp had moeite met de doorsnijding van het Naardermeergebied, een natuurmonument.
Het eerste bezwaar van Weesp is opgelost met de bouw van een duurdere onderdoorgang om de omwonenden zo veel mogelijk een vrij uitzicht te bieden. Het tweede kritiekpunt van Weesp is met de toepassing van de NIMBY-procedure ten voordele van het Rijk beslecht. Vanwege het nationale belang dat aan de spoorverbinding was toegekend kreeg de toenmalige gemeente Weesp een aanwijzing tot wijziging van het bestemmingsplan.
Hiermee kon de bouw eind 2000 alsnog starten. De boog werd op 14 december 2003 in gebruik genomen. De kosten bedroegen circa 81 miljoen euro. De boog voor de verbinding Almere - Amsterdam heet de Almereboog of Westboog. Ook deze boog is voor een deel gebouwd in een tunnelbak.

## Gebruik
Elke dag rijdt er twee keer per uur per richting een sprinter Almere Centrum - Utrecht Centraal over de Gooiboog. 
| Serie | Treinsoort    | Route                                         | Bijzonderheden |
| ----- | ------------- | --------------------------------------------- | --- |
| 4900  | Sprinter (NS) | Utrecht Centraal – Hilversum – Almere Centrum | Stopt niet in Hilversum Media Park en Bussum Zuid. Stopt van maandag t/m vrijdag tussen circa 6:30 en 20:00 uur, op zaterdag tussen circa 10:00 en 20:00 uur en op zondag tussen circa 11:00 en 20:00 uur niet te Hollandsche Rading. |